# Аур Таун (Алабама)
Аур Таун (енгл. Our Town) насељено је место без административног статуса у америчкој савезној држави Алабама.

## Демографија
По попису из 2010. године број становника је 641.
| Група             | 2000.    | 2010.       |
| Белци             | 0 (0,0%) | 545 (85,0%) |
| Афроамериканци    | 0 (0,0%) | 82 (12,8%)  |
| Азијати           | 0 (0,0%) | 0 (0,0%)    |
| Хиспаноамериканци | 0 (0,0%) | 3 (0,5%)    |
| Укупно            | 0        | 641         |